# Gwda Wielka
Gwda Wielka (j. niem. Gross Küdde) – wieś w Polsce położona w województwie zachodniopomorskim, w powiecie szczecineckim, w gminie Szczecinek, przy drodze krajowej nr 20 Stargard - Szczecinek - Gdynia.
W Gwdzie znajduje się kościół pw. św. Stanisława Biskupa Męczennika. Wieś graniczy z rzeką Gwdą. Wielimie jest walorem turystycznym dla wczasowiczów. Nad jeziorem znajduje się stadion klubu Strażak Wielim Gwda Wielka. W 2000 roku kręcono tu sceny do filmu "Skarb Sekretarza" w reżyserii Olafa Lubaszenki.
W latach 1954–1959 wieś należała i była siedzibą władz gromady Gwda Wielka, po jej zniesieniu w gromadzie Szczecinek.
W 1953 urodził się tutaj matematyk Lech Maligranda.
We wsi wypiekany jest tradycyjny chleb gwdowski.